# 上尾市立大石中学校
上尾市立大石中学校（あげおしりつ おおいしちゅうがっこう）は、埼玉県上尾市中妻四丁目にある公立中学校。上尾市内で一番生徒数が多く、一学年約七クラスある。

## 沿革
- 1947年（昭和22年）4月1日 - 新学制発足により、大石村立大石中学校が設立される。仮校舎を大石村立大石小学校（現上尾市立大石小学校）におく[1]。
- 1948年（昭和23年）4月25日 - 新校舎（普通教室11、図書室）を落成し、仮校舎より移転する。（この日を開校記念日とする。）
- 1955年（昭和30年）1月1日 - 町村合併により、上尾町立大石中学校となる。
- 1957年（昭和32年）12月23日 - 校旗制定披露
- 1958年（昭和33年）7月15日 - 市制施行により上尾市となり、上尾市立大石中学校となる。
- 1960年（昭和35年）3月5日 - 校歌制定発表会を挙行。
- 1968年（昭和43年）11月7日 - 鉄筋コンクリート4階建校舎（普通教室19、特別教室5）完成し、現在地に移転する。
- 1972年（昭和47年）
  - 3月10日 - 体育館完成
  - 7月27日 - プール完成
- 1977年（昭和52年）7月2日 - 上尾市立大石南中学校新設のため、畔吉、小敷谷、領家、西上尾第一団地が大石南中へ分離
- 1978年（昭和53年）3月25日 - 創立30周年記念式典挙行、正門設置
- 1980年（昭和55年）3月15日 - 校歌碑設置
- 1982年（昭和57年）3月15日 - 特別教室棟（鉄筋コンクリート2階建）完成
- 1985年（昭和60年）4月1日 - 上尾市立大谷中学校新設により、三井住宅の一部が上尾市立西中学校に分離
- 1986年（昭和61年）
  - 3月15日 - 掲揚塔設置
  - 3月31日 - プレハブ棟（8教室）移転、新設
  - 9月9日 - 体育館ステージ完成
- 1987年（昭和62年）2月17日 - 西門設置
- 1988年（昭和63年）3月 - 体育教官室、職員来賓用便所完成
- 1989年（平成元年）12月 - プール改装
- 1990年（平成2年）3月 - テニスコート、バレーコート改修、防球ネット設置
- 1991年（平成3年）
  - 3月 - 運動部室改修
  - 8月 - 理科室改修
- 1992年（平成4年）
  - 11月 - サテライトキッチン完成
  - 12月 - 体育館屋根ふき替え完成
- 1993年（平成5年）8月 - 調理室完成
- 1994年（平成6年）3月 - 武道場完成、西門改修
- 1998年（平成10年）8月 - 南校舎完成
- 2000年（平成12年）2月 - 中央校舎耐震補強工事、トイレ改修
- 2006年（平成18年）8月 - 体育館屋根改修
- 2013年（平成25年）
  - 9月 - 体育館耐震補強工事
  - 10月 - 北校舎トイレ改修

## 部活動
- 野球部
- サッカー部
- 男子バスケットボール部
- 男子ソフトテニス部
- ソフトボール部
- ダンス部
- 剣道部
- 男子卓球部
- 女子卓球部
- 女子バレーボール部
- 陸上部
- 美術部
- 理科部
- 吹奏楽部
- 国際交流部
- 女子テニス部
- 女子バスケットボール部

## 学区
中妻、浅間台一丁目、浅間台二丁目、浅間台三丁目の一部、浅間台四丁目、井戸木、泉台、大字小泉の一部、小泉三丁目の一部、小泉四丁目の一部、小泉五丁目、小泉六丁目、小泉七丁目、小泉八丁目、中分、藤波